# Caretos de Podence
Os Caretos de Podence são originários da aldeia de Podence, no concelho de Macedo de Cavaleiros. Foram declarados Património Cultural Imaterial da Humanidade pela UNESCO a 12 de Dezembro de 2019.
Inseridos nas festividades de Inverno, tão características na região de Trás-os-Montes e Alto Douro, os Caretos de Podence representam imagens diabólicas e misteriosas que todos os anos desde épocas que se perdem no tempo saem à rua nas festividades carnavalescas. Interrompendo os longos silêncios de cada Inverno, como que saindo secretos e imprevisíveis dos recantos de Podence, surgem silvando os «Caretos» e seus frenéticos chocalhos bem cruzados nas franjas coloridas de grossas mantas.
Os rapazes mais novos que seguem e imitam os caretos são chamados facanitos e asseguram a continuidade da tradição.

## Traje
Os Caretos vestem fantasias próprias. Os trajes destes diabos transmontanos são feitos de colchas vermelhas, decoradas com franjas de lã colorida, e máscaras angulares de folha de zinco, encarnadas, podendo ser ornamentadas com tinta. Por cima da cabeça, cobrem-se com um capuz de onde sai uma longa cauda, também ela usada como catalisadora do acto sexual aqui simbolizado. E depois, à cintura, o que mais importa, uma alinhada colecção de chocalhos e os seus repiques, os quais ouvimos sempre que, em grupo, os Caretos, quase todos solteiros, aceleram em direcção às mulheres.
Nos anos 70 não deveria haver na aldeia mais do que dois ou três fatos de Caretos. Em meados dos anos 80, com o regresso de alguns emigrados, e a criação da Associação dos Caretos de Podence, a tradição das correrias retomou o fôlego antigo e as ruas da aldeia voltaram a imergir na babel de mais de quarenta figuras endemoninhadas aos saltos por todos os cantos. A antecipar a continuidade da tradição, os Facanitos, crianças vestidas também com os inconfundíveis fatos de retalhos de lã e com máscaras de latão tentam imitá-los com as suas trôpegas e inconsequentes corridas.

## Rituais
Mergulhando na raiz profana e carnal, o verdadeiro motivo que move o Careto é apanhar raparigas para as poder chocalhar. Sempre que se vislumbra um rabo de saia, o Careto é impelido pelo seu vigor.
Ao Careto tudo se permite nesses dias pois assume uma dupla personalidade. O indivíduo ao vestir o fato torna-se misterioso e o seu comportamento muda completamente, ficando possuído de uma energia transcendental. Existe algo de mágico e de forças sobrenaturais ocultas em todo este ritual de festa que atribuí a estas personagens prerrogativas a imunidade interditas a outros mortais. A antiguidade e originalidade desta tradição, cheia de cor e som, e a vontade das gentes de Podence em preservar estas figuras fizeram dos Caretos personagens famosas para lá dos limites da aldeia.
No Domingo Gordo e na Terça-feira de Carnaval, os rapazes da aldeia encarnam misteriosas personagens vestindo trajes coloridos, feitos com colchas de franjas, e tapando a cara com máscaras de lata, madeira ou couro, de nariz pontiagudo. Prendem chocalhos e campainhas à cintura e cheios de energia percorrem a aldeia aos saltos e gritos, perturbando a calma diária. Um dos principais motivos das correrias é encontrar raparigas para dançar com elas e as "chocalhar". Assim se divertem, protegidos pelo anonimato.

## Entrudo Chocalheiro

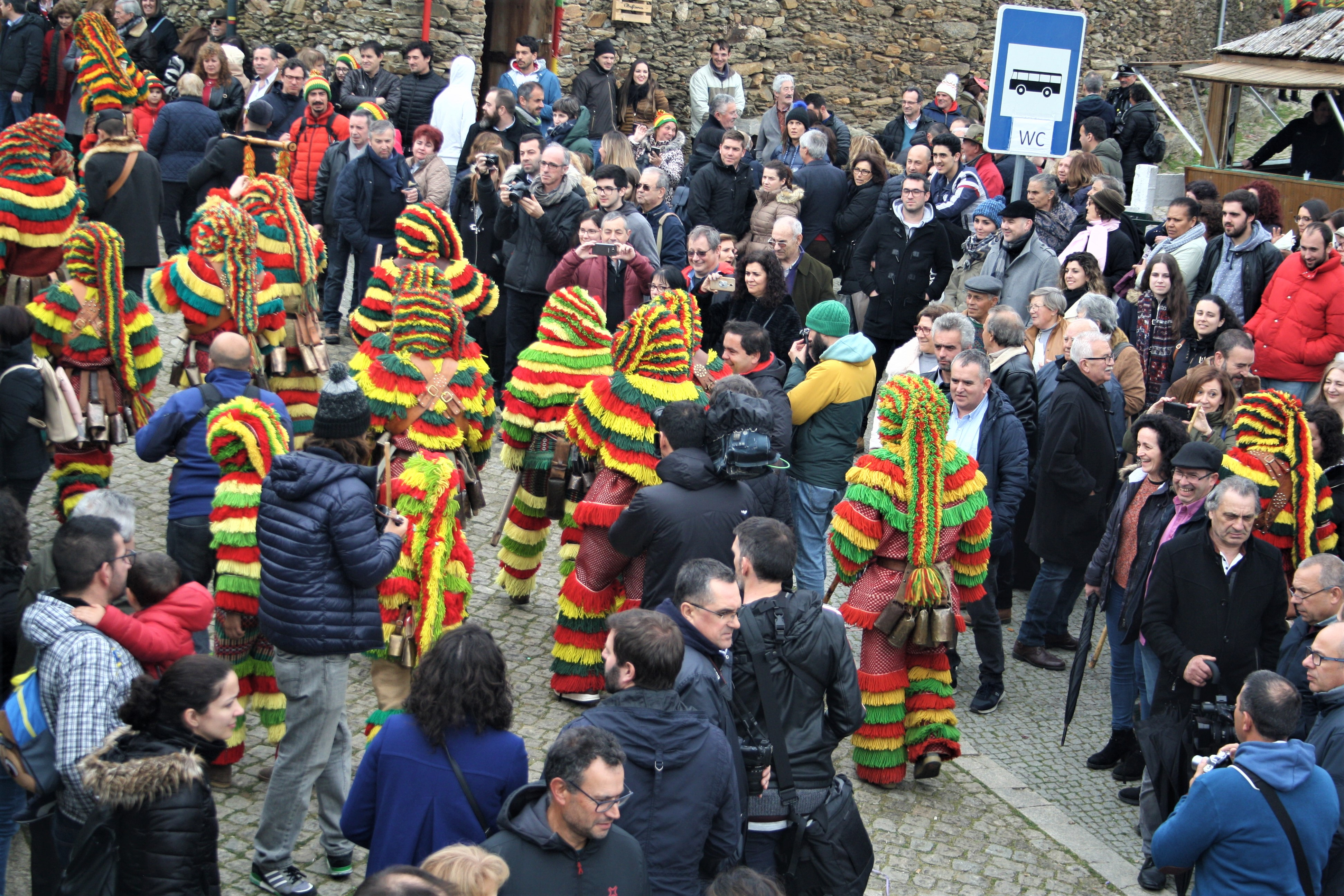
Entrudo Chocalheiro, em Podence, a 05 de março de 2019

O evento põe duas marcas no calendário: uma que festeja o encerramento do mortiço Inverno (de carácter pagão), outra que antecede a sobriedade da Quaresma (de carácter cristão). Em ambos os casos, há uma ligação imediata com a Primavera e a sua chegada às povoações, que lhes traz o período das sementeiras de volta e ficando a alimentação feita à base de carne à parte.

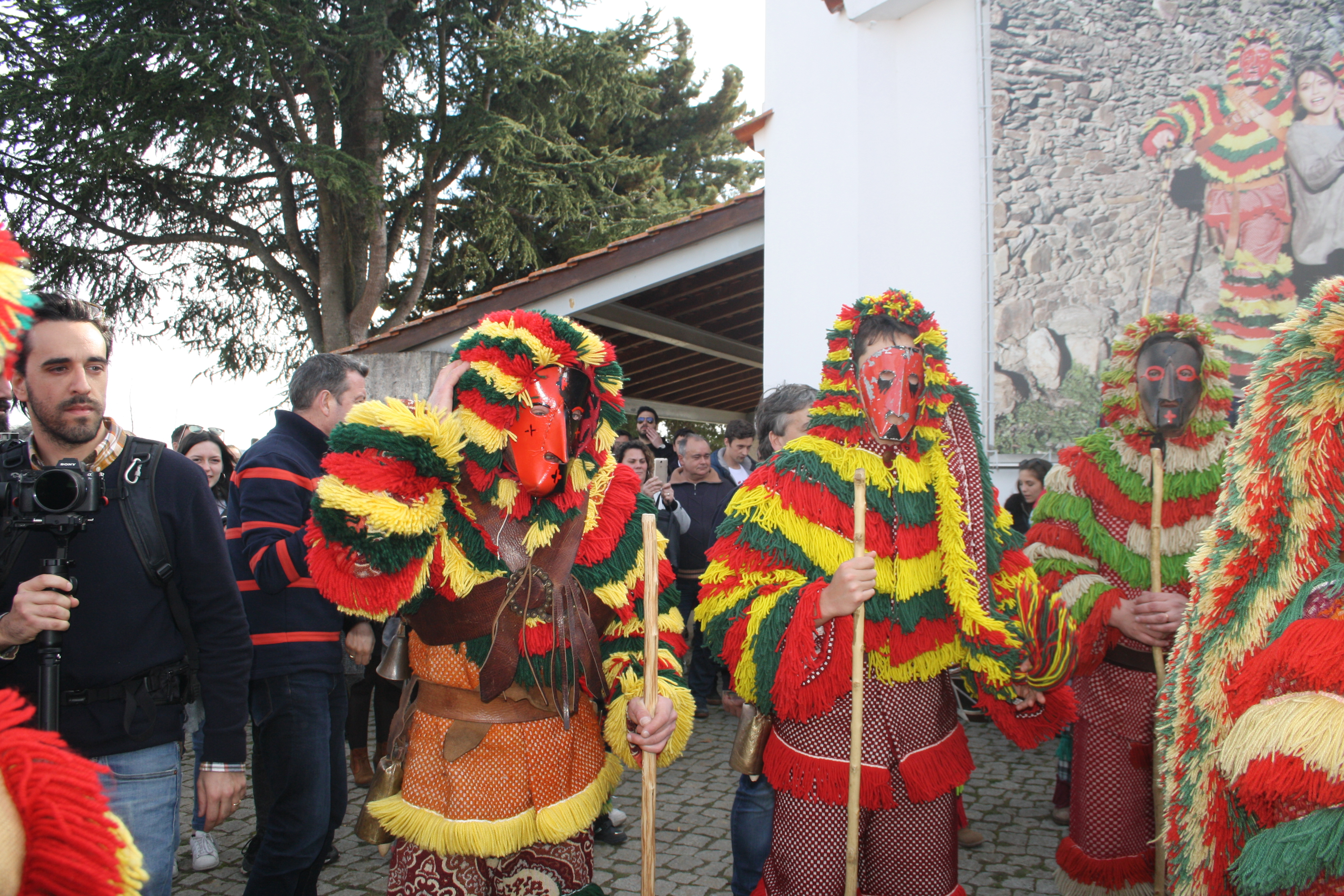
Festividades do Entrudo Chocalheiro em março de 2019

Esta forma de celebrar o Carnaval vem do tempo dos romanos, embora alguns autores reportem as festividades ao período do Neolítico. Certo é que os rituais estavam ligados  à entrada na Primavera e à necessidade das sociedades agrícolas terem boas colheitas. A tradição esteve em risco de se perder nos anos 60, por causa da guerra colonial e da imigração, que afastaram os homens desta aldeia do concelho de Macedo de Cavaleiros. Vinte anos depois, a tradição foi recuperada pela Associação Caretos de Podence e é hoje uma atracção turística, juntando cerca de 40 mil pessoas na pequena aldeia ao longo dos quatro dias em que decorre o Entrudo Chocalheiro.
As máscaras e os fatos berrantes dos caretos revelam isso, nem mais, nem menos. O regresso à cor e à vida. O regresso à irreverência da terra, que mostra os seus verdes descaradamente outra vez, depois de três meses em hibernação. O Careto é uma versão antropomórfica dela, e daí ter permissão para tudo, qual diabo à solta. Tudo, excepto entrar igreja adentro, porque lá não se querem encarnações do que é malévolo. Correm pela aldeia, acima e abaixo, à procura de mulheres para as fecundarem – entendam o uso deste verbo de outra forma que não a literal, por favor. Por fecundar, devemos ler chocalhar, um abrupto movimento onde os caretos, com uma dança de cintura, fazem com que os chocalhos que carregam batam nas mulheres, inseminando-as. Mais uma vez, conseguimos encontrar o simbolismo da situação, sendo a relação dos caretos com as mulheres uma boa analogia com a fertilidade que a terra começa, naquela altura, a ganhar.

## Pregão casamenteiro

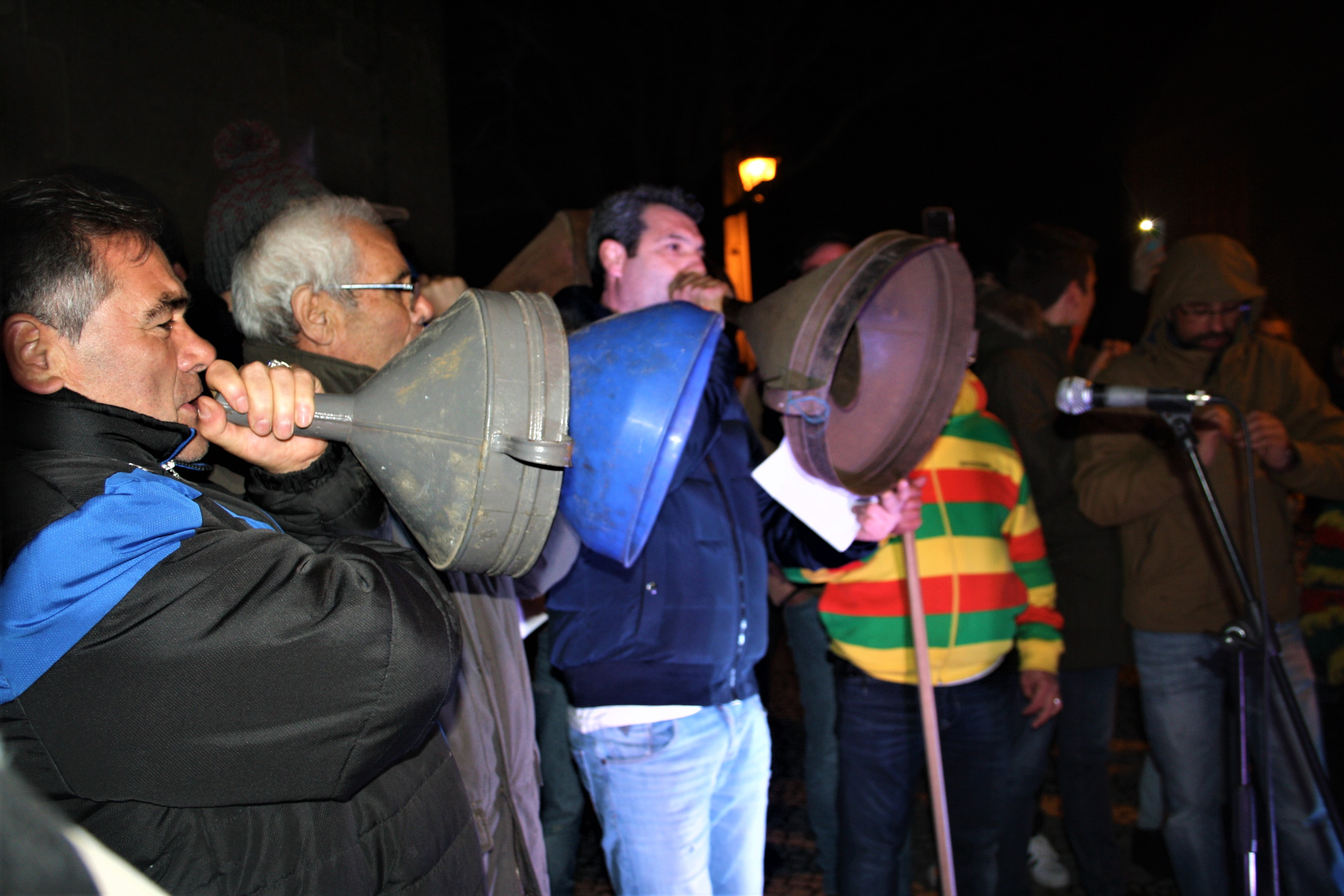
Pregão Casamenteiro durante o Entrudo Chocalheiro de 2019

Os anunciantes assumem o papel de sacerdotes que, acompanhados de numerosa turba de acólitos, se colocam em pontos elevados da aldeia, os dois pilares dos portões do adro da igreja, para aí anunciarem os “casamentos” de todos os solteiros da terra.
No Domingo Gordo, armam-se os diabos em alcoviteiros e vai de proclamar pelas ruas estremunhadas do povoado os casamentos arquitectados  pela sua engenhosa maldade: “À mais proventa dá-se-lhe o mais atrasado”. Por outras palavras, unem-se acintosamente os opostos.
Munidos de um embude (um funil de grandes dimensões que é usado para verter o vinho para as pipas) enlaçam um noivado fictício entre rapazes e raparigas de discordantes e inconciliáveis génios e feitios, uma forma de sublinhar publicamente a censura a certas idiossincrasias. Por detrás das janelas, as moças escutam o que lhes coube em sorte e sabem que no dia seguinte não poderão recusar a visita do “noivo”, o qual de manhã cedo lhes há-de “bater à porta para lhes dar um abraço e tomar o pequeno almoço”. Se algum desagrado se gerar nos íntimos mais delicados, manda a tradição que se calem as queixas.
Não costumam estas farsas prover assunto sério que termine no altar verdadeiro, mas se a fortuna estiver do lado do moço podemos imaginar que lhe põem na mesa prato e alfaias para os manjares de Entrudo. Venham então os enchidos, o salpicão dos ossos, o pé de porco, o “azedo”, bexiga de porco cheia de uma massa semelhante à da alheira, tudo regado com o vigoroso vinho transmontano. Há-de o ímpeto recompor-se com tão farto passadio, o que para o moço, se Careto for, é acha requerida para a fogueira da festa. O dia seguinte, Terça-feira Gorda, mergulhará de novo a aldeia numa vertigem de correrias e travessuras que só acharão o seu termo quando a noite cair e os demónios enfarpelados de fatos de franjas de cores vivas se cansarem de subir varandas, de trepar aos telhados, de ziguezaguearem pelo Largo da Capela e de dançarem uma estranha e breve dança erótica que faz misturar o tilintar das chocalhos com o riso copioso e exuberante das raparigas.

## Associação Grupo de Caretos de Podence
Em 1985, os Caretos de Podence organizaram-se e transformaram o grupo numa associação cultural, com o objetivo principal de preservar estes eventos tradicionais. Como símbolo da cultura do nordeste transmontano estes mascarados têm sido convidados a participar em vários acontecimentos culturais e recreativos ao longo do país, sobretudo quando é possível integrar a animação de rua. A associação, liderada por António Carneiro, tem sido uma verdadeira embaixatriz desta tradição das festividades de Inverno e a grande responsável pela recuperação de uma tradição milenar. Em conjunto com a autarquia de Macedo de Cavaleiros tudo tem feito para preservar esta tradição e para dela fazer património mundial.
O seu curriculum é invejável a nível de participações internacionais, destaque para as duas participações consecutivas na Disneyland Paris, no Carnaval de Nice e no Carnaval de Viareggio, entre outros.
Em Portugal este Grupo tem percorrido o país de norte a sul nos mais diversos acontecimentos culturais e recreativos, sendo ainda tema de investigação na área da Antropologia Cultural e Social, participando também nos mais diversos programas televisivos da actualidade.
Enquadram-se em qualquer festividade ou animação cultural de preferência animação de rua ou “Parade” com parte instrumental. Está-se perante um grupo que faz a diferença em termos de originalidade, alegria, cor, e sedução pelo mistério num clima verdadeiramente fantástico apresentando uma coreografia fora do vulgar.

## Casa do Careto
Com o objetivo de perpetuar a sua história e a sua identidade, os registos que deles fizeram e de construir uma sede própria que, com o apoio da Câmara Municipal de Macedo de Cavaleiros, foi inaugurada, a 22 de Fevereiro de 2004, a Casa do Careto.
Em Exposição Permanente podem ser encontradas telas da pintora Graça Morais e de Balbina Mendes e outros artistas da região, fotografias de António Pinto e Francisco Salgueiro, algumas publicações, os Fatos, os Chocalhos, as Máscaras e toda a indumentária destas figuras sedutoras e enigmáticas.
Podem ainda ser encontrados os únicos seres que os Caretos respeitam nas suas tropelias, gritarias, chocalhadas: as Marafonas.
Neste espaço polivalente, aberto diariamente ao público, funciona igualmente uma tasquinha regional onde podem ser saboreados os “produtos da terra de Podence”. 
A Casa do Careto foi inaugurada no dia 22 de Fevereiro de 2004, com o apoio da Câmara Municipal de Macedo de Cavaleiros. Este espaço proporciona a realização de vários eventos culturais e recreativos enquadrados no Roteiro Turístico do Nordeste Transmontano e de apoio ao Parque de Natureza do Azibo.

## Património Cultural Imaterial da Humanidade da UNESCO
O Entrudo Chocalheiro de Podence, a milenar tradição dos Caretos, foi classificado como Património Cultural Imaterial da Humanidade pela Unesco - organismo das Nações Unidas para Educação, Ciência e Cultura - no dia 12 de dezembro de 2019, na Convenção para a Salvaguarda do Património Cultural Imaterial, que teve lugar em Bogotá, Colômbia.
A candidatura portuguesa foi apresentada em Março de 2018 e o promotor foi o Município de Macedo de Cavaleiros, em parceria com a Associação dos Caretos de Podence. O processo desta candidatura foi iniciado em 2014, com uma equipa técnica e científica liderada por Patrícia Cordeiro.
De acordo com o relatório elaborado por um comité independente de peritos, constituído por representantes de diversos países, além de recomendar a inscrição das “Festas de Inverno - Carnaval de Podence”, elogia o país pela qualidade do dossier apresentado, louvando o Estado e, sobretudo, "a comunidade de Macedo de Cavaleiros por ter apresentado uma nomeação exemplar, mostrando como uma pequena comunidade pode responsabilizar-se pelo seu património cultural através das suas gentes e explicando como o papel dos géneros foi evoluindo em resposta a mudanças sociais e económicas”, pode ler-se no parecer.
A candidatura dos Caretos de Podence a Património da UNESCO tem sido alvo de várias homenagens e ações de apoio, entre as quais se conta a criação de uma música especialmente dedicada ao grupo macedense, gravada pela banda Quinta do Bill. "Olhem os Caretos"  assume-se como um hino e um tributo aos mascarados de Podence, procurando mostrar a realidade da música tradicional de Trás-os-Montes, para sensibilizar as pessoas para a realidade dos Caretos, e que respeitasse as tradições culturais. A música ficou a cargo de Carlos Moisés e a letra foi escrita por Sebastião Antunes.